# 槐荫书屋琴谱
《槐蔭書屋琴譜》，古琴譜，清道光二十五年庚子王藩抄本。

## 琴譜介紹
卷前具自序、譜目及指法，指法末注“瓊海雲志高載青氏鑒定”，但譜內諸譜指法與《蓼懷堂琴譜》雲載青的指法體系不符。譜內共收《秋風詞》、《風雷》、《高山》、《流水》、《滄海龍吟》、《平沙落雁》、《南風歌》、《越裳操》八曲。